# Isaac Chocrón
Isaac Chocrón Serfaty (Maracay, 25 de septiembre de 1930-Caracas, 6 de noviembre de 2011) fue un dramaturgo, traductor, ensayista, narrador y profesor universitario venezolano.

## Biografía
Nacido en el seno de una familia sefardita, recibió su primera educación en una escuela católica, el colegio Nuestra Señora de la Consolación (Maracay, Venezuela), y realizó posteriormente el bachillerato en una institución protestante, el Instituto Militar Bordentown (Bordentown, Nueva Jersey). Cursó estudios de Literatura Comparada en la Universidad de Columbia. Se definía a sí mismo como «zurdo, judío, homosexual y escritor».

## Carrera profesional
Fundador de la Compañía Nacional de Teatro y director de la Escuela de Artes de la Universidad Central de Venezuela y del Teatro Teresa Carreño. Chocrón, José Ignacio Cabrujas y Román Chalbaud eran llamados «Santísima Trinidad de las Artes Escénicas» en Venezuela y, junto a ellos, fundó El Nuevo Grupo, compañía referencia del teatro venezolano.
Obtuvo el título de Bachelor en Artes en la Universidad de Siracusa, el máster en Relaciones Internacionales  de la Universidad de Columbia y doctorado en Desarrollo Económico de la Universidad de Mánchester.
Fue Premio Nacional de Teatro en 1979.

## Obra

### Teatro
- Mónica y el florentino (1959)
- El quinto infierno (1961)
- Amoroso o una mínima incandescencia (1961)
- Animales feroces (1963)
- A propósito del triángulo (Un acto dentro de triángulo) (1964)
- Asia y el Lejano Oriente (1966)
- Libreto para la ópera Doña Bárbara, música de Caroline Lloyd (1966)
- Tric Trac (1967)
- O.K. (1969)
- La revolución (1971)
- Alfabeto para analfabetos (1973)
- La pereza domina Timbuctú  (un acto dentro de los Siete pecados capitales, 1974)
- La máxima felicidad (1975)
- El acompañante (1978)
- Mesopotamia (1980)
- Simón (1983)
- Clipper (1987)
- Solimán el magnífico (1991)
- Escrito y sellado (1993)
- Volpone y el alquimista (1996)
- Uno reyes uno (1996)
- Tap dance (1999)
- Los navegaos (2006)

### Novelas
- Pasaje (1954)
- Se ruega no tocar la carne por razones de higiene (1971)
- Pájaro de mar por tierra (1972)
- Rómpase en caso de incendio (1975)
- Cincuenta vacas gordas (1982)
- Toda una dama (1988)
- Pronombres personales (2002)
- El vergel (2005)

### Ensayos
- Tendencias del teatro contemporáneo (1966)
- Color natural (1968)
- Señales de tráfico (1972)
- Maracaibo 180º (1978)
- Tres fechas claves del teatro venezolano (1979)
- Sueño y tragedia en el teatro norteamericano (1985)
- 40x50, cincuenta años de Corimón, cinco fotógrafos (1989)
- El teatro de Sam Shepard (1991).